# Les Aigles décapitées
Les Aigles décapitées est une série de bande dessinée médiévale créée par Patrice Pellerin et Jean-Charles Kraehn qui ont écrit et dessiné les tomes 1 à 3. Jean-Charles Kraehn assure seul le tome 4. Ensuite, les dessins ont été repris par Michel Pierret à partir du tome 5. Le scénario est signé par Erik Arnoux pour les tomes 14 à 18.
La série est entièrement reprise par Michel Pierret à partir du tome 19.

## Synopsis
Le scénario se focalise sur les aventures d'un jeune garçon du XIIIe siècle, Hugues, vagabond de son état, courageux et téméraire, qui deviendra châtelain du domaine de Crozenc après avoir eu maille à partir avec les hommes du Comte de Lusignan qui essaient d'assassiner le roi Louis IX. Les histoires se déroulent dans la Creuse mais aussi dans d'autres endroits comme le Mont-Saint-Michel, en France, en Égypte ou même en suivant le chemin des Croisades.
La bande dessinée se transforme, ensuite, en saga, avec les aventures du fils d'Hugues, Sigwald.

## Origine du titre
« Les aigles » est au féminin car il s'agit bien du sens héraldique des aigles. Voir Aigle (héraldique).

## Particularité
Les auteurs ont organisé une fête médiévale pour les 20 ans de la série, en 2006, sur les terres du château de Crozant. Une séance de dédicaces a eu lieu au pied des ruines du château.

## Cycles
La série peut être décomposée en cycles plus ou moins distincts.
1. Cycle, composé des trois premiers tomes, où Hugues le sans nom devient le seigneur de Crozenc.
2. Cycle, composé des tomes 4 et 5, dont l'action se déroule au Mont-Saint-Michel, et qui est marqué par sa rencontre avec Nolwenn, future épouse de Hugues.
3. Cycle, composé des cinq tomes suivants, qui poseront la question (et y répondront) de savoir si Hugues est réellement un seigneur ou seulement un bâtard.
4. Le tome 11, isolé des autres, montre comment, avant de partir pour les Croisades, Hugues débarrassera la région d'un loup qui la terrorise.
5. Cycle des croisades, composé des tomes 12 à 15, en Orient.
6. Cycle qui raconte l'histoire des enfants de Hugues et Nolwenn.

## Albums
1. La Nuit des jongleurs (scénario Patrice Pellerin et dessins Jean-Charles Kraehn), 1986, éditions Glénat  (ISBN 2-7234-0610-5)
2. L’Héritier sans nom (scénario Patrice Pellerin et dessins Jean-Charles Kraehn), 1987, éditions Glénat  (ISBN 2-7234-0779-9)
3. Les Éperons d’or (scénario Patrice Pellerin et dessins Jean-Charles Kraehn), 1988, éditions Glénat  (ISBN 2-7234-0904-X)
4. L’Hérétique (scénario et dessins Jean-Charles Kraehn), 1989, éditions Glénat  (ISBN 2-7234-1031-5)
5. Saint-Malo de l’Isle (scénario Jean-Charles Kraehn, dessins Michel Pierret), 1991, éditions Glénat  (ISBN 2-7234-1274-1)
6. Alix (scénario Jean-Charles Kraehn, dessins Michel Pierret), 1992, éditions Glénat  (ISBN 2-7234-1508-2)
7. Prisonnière du donjon (scénario Jean-Charles Kraehn, dessins Michel Pierret), 1993, éditions Glénat  (ISBN 2-7234-1664-X)
8. La Marque de Nolwenn (scénario Jean-Charles Kraehn, dessins Michel Pierret), 1994, éditions Glénat  (ISBN 2-7234-1726-3)
9. L’Otage (scénario Jean-Charles Kraehn, dessins Michel Pierret), 1995, éditions Glénat  (ISBN 2-7234-1919-3)
10. L’Héritier de Crozenc (scénario Jean-Charles Kraehn, dessins Michel Pierret), 1996, éditions Glénat  (ISBN 2-7234-2115-5)
11. Le Loup de Cuzion (scénario Jean-Charles Kraehn, dessins Michel Pierret), 1997, éditions Glénat  (ISBN 2-7234-2324-7)
12. L’Esclave (scénario Jean-Charles Kraehn, dessins Michel Pierret), 1998, éditions Glénat  (ISBN 2-7234-2627-0)
13. La Princesse Mordrie (scénario Jean-Charles Kraehn, dessins Michel Pierret), 1999, éditions Glénat  (ISBN 2-7234-2830-3)
14. Les Hommes de fer (scénario Erik Arnoux, dessins Michel Pierret), 2000, éditions Glénat  (ISBN 2-7234-3106-1)
15. Mahaut (scénario Erik Arnoux, dessins Michel Pierret), 2001, éditions Glénat  (ISBN 2-7234-3469-9)
16. La Guerre des aigles (scénario Erik Arnoux, dessins Michel Pierret), 2002, éditions Glénat  (ISBN 2-7234-3763-9)
17. Le Châtiment du vassal (scénario Erik Arnoux, dessins Michel Pierret), 2003, éditions Glénat  (ISBN 2-7234-4132-6)
18. L’Écuyer d’Angoulesme (scénario Erik Arnoux, dessins Michel Pierret), 2005, éditions Glénat  (ISBN 2-7234-4545-3)
19. Le Jugement du roi (scénario et dessins Michel Pierret), 2007, éditions Glénat  (ISBN 978-2-7234-5008-9)
20. L’Ordre du temple (scénario et dessins Michel Pierret), 2007, éditions Glénat  (ISBN 978-2-7234-5782-8)
21. La Main du prophète (scénario et dessins Michel Pierret), 2009, éditions Glénat  (ISBN 978-2-7234-6199-3)
22. Sigwald (scénario et dessins Michel Pierret), 2010, éditions Glénat  (ISBN 978-2-7234-7069-8)
23. La Dernière Croisade (scénario et dessins Michel Pierret), 2011, éditions Glénat  (ISBN 978-2-7234-7697-3)
24. Le Château du diable (scénario et dessins Michel Pierret), 2012, éditions Glénat  (ISBN 978-2-7234-8490-9)
25. Au nom du roi (scénario et dessins Michel Pierret), 2013, éditions Glénat  (ISBN 978-2-7234-9137-2)
26. Mon frère, ce bâtard (scénario et dessins Michel Pierret), 2014, éditions Glénat  (ISBN 978-2-7234-9899-9)
27. Le Talisman (scénario et dessins Michel Pierret), 2015, éditions Glénat  (ISBN 978-2-3440-0672-6)
28. Le Bûcher (scénario et dessins Michel Pierret), 2017, éditions Glénat  (ISBN 978-2-3440-1850-7)
29. Retour à Crozenc (scénario et dessins Michel Pierret), 2019, éditions Glénat  (ISBN 978-2-344-02628-1)
30. L'ambassadeur (scénario et dessins Michel Pierret), 2020, éditions Glénat  (ISBN 978-2-344-03767-6)

- Les Cahiers de la bande dessinée présentent : Les Aigles décapitées (textes de Brieg F. Haslé, illustrations de Jean-Charles Kraehn), 2005, éditions Glénat  (ISBN 978-2-7234-5106-2)